# Luka Svetec
Luka Svetec (8. října 1826 Podgorje – 28. ledna 1921 Litija) byl rakouský politik slovinské národnosti z Kraňska, v 2. polovině 19. století poslanec Říšské rady.

## Biografie
Jeho otec Andrej Svetec byl rolníkem. Luka vychodil obecnou školu u františkánů v Kamniku. V letech 1840–1846 navštěvoval gymnázium v Lublani, následně v období 1846–1848 studoval v Lublani filozofii a pak až do roku 1853 práva na Vídeňské univerzitě. Následně pracoval jako soudní praktikant v Záhřebu a později jako soudce na různých místech v Chorvatsku a od roku 1861 také v kraňském Mokronogu. Jako soudní řeč prosazoval slovinštinu a byl proto přeložen do německého jazykového ostrova Kočevje (Gottschee). Město Kočevje mu roku 1863 udělilo čestné občanství. Od roku 1864 působil coby soudce v Brdu pri Lukovici. Byl adjunktem u okresního úřadu. Na tento post rezignoval 31. března 1866. Pak v letech 1866–1869 pracoval na městském úřadu v Lublani, ale když městská samospráva v roce 1868 dočasně přešla do německých rukou, byl pro své politické názory na podporu jazykových práv slovinštiny předčasně penzionován. Pak byl činný jako notář v Idriji a od roku 1873 až do své smrti v Litiji.
Mezi jeho hlavní spolupracovníky a spojence patřil Janez Bleiweis. Zasazoval se o rovnoprávnost Slovinců v rámci monarchie a od roku 1865 podporoval jednotné Slovinsko (tedy souvislý samosprávný útvar, nikoliv rozdělení etnických Slovinců do několika korunních zemí). Odmítl tak historické právo a upřednostnil přirozené právo Slovinců. Psal literární díla. Publikoval v dobovém tisku (Slovenija, Slovenska čbela). V roce 1861 se podílel na založení právnického spolku Ljubljansko društvo za pravoznanstvo. Roku 1866 byl u vzniku divadelního spolku Ljubljansko dramsko društvo, v němž působil jako jeho první předseda.
Byl aktivní i zákonodárných sborech. Již roku 1862 kandidoval neúspěšně na Kraňský zemský sněm za obvod Trebnje. V kampani mluvil o duševním a hospodářském rozvoji slovinského lidu. Zvolen ale nebyl. Teprve v další kampani byl 30. dubna 1863 zvolen na Kraňský zemský sněm, nyní za kurii venkovských obcí, obvod Kočevje, Ribnica a Velike Lašče. 14. března 1864 pronesl na zemském sněmu řeč výlučně v slovinském jazyku, což vyvolalo velký ohlas v německém tisku. Na zemském sněmu zasedal až do roku 1895, ovšem s jistými přestávkami. Z politiky se dočasně stáhl v roce 1873 v době vyostřených sporů mezi jednotlivými tábory slovinské politiky. V roce 1877 po sblížení staroslovinců a mladoslovinců se do zemského sněmu vrátil. Teprve v roce 1895 ho porazil kandidát katolických konzervativců. V politice dlouhodobě razil vlastní, specifickou cestu, mimo jasné zařazení do politických bloků.
Zemský sněm ho 6. dubna 1867 zvolil i do Říšské rady (tehdy ještě volené nepřímo). Opětovně byl do vídeňského parlamentu zemským sněmem vvyslán roku 1870. Ač se dlouhodobě profiloval jako federalista a odpůrce centralistického pojetí státu, v červnu 1867 nečekaně podpořil rakousko-uherské vyrovnání; jako jeden z mála slovinských a slovanských poslanců. Argumentoval obavou, že při nesouhlasném hlasování by mohl Friedrich Ferdinand von Beust nechat rozpustit Kraňský zemský sněm, čímž by byla ohrožena politická práva kraňských Slovinců. Jeho příklon k dualismu vyvolal značnou kritiku z řad mladoslovinských liberálů.